# Tempura
A tempura japán étel, palacsintaszerű tésztában megmártott és olajban kisütött tengeri hal, garnélarák, vagy zöldségféle. Szójaszósszal, bambuszrüggyel, retekkel, tormával, gyömbérrel fogyasztják. A tempurát Japánon kívül nehéz elkészíteni, mivel igazi ízéhez nélkülözhetetlenek a különleges tengeri moszatok.[forrás?]
Portugál eredetű étel, eredetileg a Nagaszakit a 16. században megalapító portugálok tették ismertté Japánban, ahol aztán elterjedt és a 18. századra népszerű étel lett. Neve a latin „ad tempora cuaresme” (böjt ideje alatt) kifejezésből származik.

## Elkészítése
A tempura tésztája jeges vízből, tojásfehérjéből, lisztből készül, esetenként sütőport is adnak hozzá. Az alapanyagok receptenként változhatnak: készülhet tojás sárgájával, a liszt mellett kerülhet bele valamilyen keményítő (pl. rizs, vagy tápióka), azonban semmiképpen sem zsemle-, vagy pankómorzsa. A jó tempuratésztához fontos, hogy a hozzávalók minél hidegebbek legyenek (ez akadályozza meg, hogy a tészta sütéskor megszívja magát olajjal) ezért elkészítés előtt célszerű azokat jól lehűteni. A hozzávalókat evőpálcika segítségével néhány mozdulattal összekeverjük, nem baj ha csomós marad. Nem sózzuk, nem ízesítjük. A túlkeverés hatására a lisztben található glutén aktiválódhat és így a kisütött tészta nem lesz olyan ropogós. Az ideális hőmérséklet biztosításához néhány jégkockát is keverhetünk a tésztához. A zöldségeket, a halat a tésztába mártjuk és bő olajban kisütjük. A tempurák hagyományosan szezámolajjal készültek, azonban napjainkban leggyakrabban napraforgó- vagy repceolajat használnak, egyes helyeken Japánban teamag olajban sütik ki a tempurákat, amely még ropogósabb végeredményt biztosít.

Az elkészült tempurát tálalhatják önálló fogásként valamilyen szósszal, vagy sózva, szósz nélkül nélkül. Gyakran adnak hozzá jégcsapretket (daikon). A szósz általában a tentsuyu, mely 3 rész dasiból, egy rész mirinből és és egy rész szodzsúból készül. Ha sózzák, akkor a só mellett porított zöld teával, vagy juzuval ízesíthetik még. De más étel hozzávalója vagy kísérője is lehet: udon- vagy szobatésztával készült levessel, vagy főtt rizzsel is tálalhatják.

## Külső hivatkozások
- Cooking Japanese Tempura Archiválva 2009. augusztus 22-i dátummal a Wayback Machine-ben